# I Still Have Faith in You
"I Still Have Faith in You" é uma canção gravada pelo grupo sueco ABBA. Foi lançada em 2 de setembro de 2021 como um single duplo principal ao lado de "Don't Shut Me Down" do próximo nono álbum de estúdio da banda e seu primeiro em 40 anos, Voyage. Anni-Frid Lyngstad executa os vocais principais.
A faixa foi descrita como "uma ode à amizade deles e aos laços que amadureceram e sobreviveram apesar do divórcio e separação". Também foi descrita como uma "balada majestosa e épica", e "uma balada de piano afetuosa retratando o vínculo que os quatro membros da banda compartilham".

## Fundo
Em 2018, foi anunciado que a música havia sido gravada como uma das duas novas músicas.

## Videoclipe
O videoclipe tem várias imagens de arquivo de turnês, erros de gravação de videoclipes e meet and greets. Ele também tem a primeira aparição do ABBAtars.
Seu videoclipe ganhou 4,4 milhões de visualizações nas primeiras 24 horas após seu lançamento, ficando entre os três primeiros do ranking de tendências do YouTube em 12 países, incluindo o Reino Unido.

## Recepção critica
Mark Savage, da BBC, elogiou a faixa, escrevendo que "lentamente, majestosamente, chega a um clímax astronômico, cheio de acordes de energia e harmonias deslumbrantes" e que "[se] parece uma volta de vitória, isso é apenas justa". Neil McCormick do The Telegraph chamou de uma "balada sentimental poderosa que tenta se apoiar nas emoções" com "cordas gloopy", achando que é "elegante e profissional, mas soa como uma sobra de um musical do West End".
Helen Brown, do The Independent, discordou da crítica de McCormick, dizendo "que isso era precisamente o que movia mais os fãs". Kate Mossman, do New Statesman, sentiu que o refrão tem o fantasma de "The Winner Takes It All" e que suas "partes mais bonitas" vão para os registros graves, o que ela notou ser incomum para a música contemporânea.

## Desempenho comercial
| País — Tabela musical (2021)       | Melhor posição |
| ---------------------------------- | -------------- |
| Reino Unido UK Download (OCC)      | 8              |
| Reino Unido UK Singles Chart (OCC) | 9              |